# روزا كاستيلو (رسامة)
روزا كاستيلو (بالإسبانية: Rosa Castillo)‏ هي رسامة مكسيكية، ولدت في 4 سبتمبر 1910، وتوفيت في 13 فبراير 1989.